# День перемирия в Первой мировой войне (Сербия)
День капитуляции Германии в Первой мировой войне является национальным праздником в Республике Сербия, который отмечается 11 ноября. Эта дата напоминает день, когда 11 ноября 1918 года на железнодорожном вагоне в Компьене войска Антанты заключили перемирие с Германией и положили конец Первой мировой войне.
Этот национальный праздник отмечается в Республике Сербия с 2012 года. До этого он был отмечен в первых классах во всех начальных и средних школах в Сербии с 2005 года.
Главным мотивом эмблемы этого праздника является цветок Ramonda nathaliae, вымирающего вида в Сербии. Этот цветок также известен в ботанике как цветок феникса. Кроме того, в гербе также присутствует мотив ленты албанского памятника, который расположен над цветком. Рекомендуется носить эту эмблему на лацкане в течение недели, предшествующей празднику, а также в день праздника.
Этот праздник в Сербии является нерабочим днём.